# 11β-甲基-19-去甲睾酮十二烷基碳酸酯
11β-甲基-19-去甲睾酮十二烷基碳酸酯（药物开发代码：CDB-4754），简称11β-MNTDC 。是一种合成的口服蛋白同化甾类药物，为19-去甲睾酮的衍生物。由美国国家儿童健康与人类发育研究所（NICHD）所开发，目前尚未上市的药物。其为雄激素酯衍生物，是11β-甲基-19-去甲睾酮（11β-MNT）与十二烷基碳酸形成的酯，同时也是11β-MNT的前体药物。
11β-MNTDC与其姊妹药物十一酸二甲雄酮（DMAU）共同作为一种男性口服避孕药被同期开发。
相比于睾酮，11β-MNTDC不会被5α还原酶代谢，所以雄激素性脱发程度较低。